# Літораль (Кочабамба)
«Літораль» (ісп. Club Deportivo Litoral de Cochabamba) — болівійський футбольний клуб з міста Кочабамба. Грає у Примері B Футбольної асоціації Кочабамби, четвертий дивізіон Болівії.

## Історія
Група робітників фабрики «Соліньо» в Ла-Пасі заснувала клуб 23 березня 1932 року, але Чакська війна відклала початок діяльністі клубу до 1936 року, коли «Літораль» повернувся до змаганнь, зігравши товариські матчі на «Ернандо Сілес» під назвою «Депортиво Сабоя», яку згодом було змінено на «Клуб Депортиво Калама».
В 1938 році назву було змінено на теперешню, вшановуючи регіон, повернений Чилі після війни на островах Чінча. Оскільки більшість засновників клубу були італійцями, кольорами, які були прийняті для футбольної команди, стали червоний, білий та зелений.
В 1966 році «Літораль» виграв Лігу Кочабамби та взяв участь у Національному турнірі — прототипі Національної ліги Болівії (раніше чемпіонство в Болівії присуджувалося лише чемпіонам столичної ліги — Ліги Ла-Пас). Цього разу без успіху, адже з чотирьох клубів «Літораль» посів останнє, 4-е місце. У 1968 році разом із суперником по дербі «Батою» знову зіграв в Турнірі Насьйональ. Цього разу вони це зробили чудово, досягнувши найбільшого успіху в історії клубу — третього місця в чемпіонаті Болівії. У 1969 році в Насьйоналі вже було 10 учасників, серед яких був і «Літораль», але вони зіграли посередньо і не відігравали головної ролі. Поки що це був останній виступ клубу на вищому рівні.
В 1969 році взяв участь в Кубку Лібертадорес, зігравши в групі зі співвітчизниками з «Болівара» (0-1 і 1-1) і двома парагвайськими клубами — «Олімпією» (0-3 і 0-2) і «Серро Портеньйо» (0-1 і 0-6).

## Відомі гравці
- Віктор Альгараньяс
- Дуберті Араос
- Еулохіо Сандоваль
- Антоніо Хосе Валенсія
- Віктор Браун
- Хосе Бустаманте Нава
- Роберто Каппареллі
- Антоніо Греко
- Беніньйо Гутьєррес

## Досягнення
- Чемпіон Ла-Паса (4): 1947, 1948, 1949, 1954